# Шпарик Ярослав Васильович
Шпарик Ярослав Васильович (нар. 4 червня 1958, м. Львів)  — український онколог, спеціаліст у галузі медикаментозної онкології.
Народився в сім’ї службовців – випускників Львівського політехнічного інституту. Дитинство провів у Стрию, де навчався у середній школі №10 (1965–1975 рр.). У 1975–1981 рр. – навчався на лікувальну факультеті Львівського державного медичного інституту (нині – Львівський національний медичний університет імені Данила Галицького). У 1981–1986 рр. працював терапевтом у Рівненській області (у 1982–1986 рр. – завідувач терапевтичного відділення районної лікарні №2 у смт Мізоч). У 1986–1994 рр. – у Львівському державному медичному інституті (молодший науковий співробітник, асистент кафедри онкології і медичної радіології, доцент). З березня 1994 р. – завідувач відділення хімієтерапії Львівського онкологічного центру.
Науковою роботою займається з 1976 р. Перша наукова публікація у 1980 р. у журналі «Вопросы онкологии» (Москва). Кандидатська дисертація присвячена проблемам імунології раку (1989 р., Інститут експериментальної патології, онкології і радіобіології імені Р. Є. Кавецького НАН України, Київ, науковий керівник – професор Б.Т. Білинський). Доцент (1994 р.).
Автор понад 480 наукових публікацій, у т.ч. понад 20 монографій і посібників, серед яких «Иммунологические механизмы естественной противоопухолевой резистентности» (Київ: Наукова думка, 1991. 246 с.; у співавторстві з Б.Т. Білинським та Н.А. Володько), перший україномовний підручник для студентів «Онкологія» (співредактор 2–4-го видань), понад 60 фахових публікацій у провідних англомовних журналах. Як лектор і модератор бере активну участь у наукових конференціях в Україні і поза її межами. Член кількох професійних товариств (Американське товариство клінічної онкології з 1996 р.; Європейське товариство медикаментозної онкології з 1996 р., та ін). Наказом Міністерства охорони здоров’я України від 21.07.2017 р. № 834 включений до групи експертів МОЗ України за напрямом «Онкологія». У квітні 2018 р. нагороджений відзнакою НАН України Web of Science Award Ukraine як четвертий серед українських науковців усіх напрямків у номінації «Високоцитований дослідник» («Highly cited researcher») за 2008–2017 рр.
Цікавиться історією науки, автор книг «Рак: Переможці і жертви» (Львів, Афіша, 2008, 628 с., ISBN 978-966-325-097-7), «Медицина у Святому Письмі» (Львів, Афіша, 2018, 472 с).
Одружений. Дружина – Олена, піаністка. Виховують двох синів.
Членом політичних партій не був. З 1998 р. член Ротарі-клубу «Львів-Леополіс», пастпрезидент (2003—2004 рр.).